# آلف بیشاپ (بازیکن فوتبال، زاده ۱۹۰۲)
آلف بیشاپ (انگلیسی: Alf Bishop; ۱۷ ژوئیهٔ ۱۹۰۲ – ۵ مارس ۱۹۴۴) بازیکن فوتبال اهل بریتانیا بود.
از باشگاه‌هایی که در آن بازی کرده‌است می‌توان به باشگاه فوتبال لیمینگتون، باشگاه فوتبال ساوت‌همپتون، باشگاه فوتبال بارو، و باشگاه فوتبال سنت آلبنز سیتی اشاره کرد.